# Сулагин, Андрей Иванович
Андрей Иванович Сулагин — советский хозяйственный, государственный и политический деятель, Герой Социалистического Труда.

## Биография
Родился в 1909 году в деревне Ушаково. Член КПСС с 1941 года.
С 1923 года — на хозяйственной, общественной и политической работе. В 1923—1969 гг. — работник плотницкой артели, плотник на строительстве промышленных объектов в городе Ярославле, участник Великой Отечественной войны, командир отделения связи, командир пулемётного взвода, командир стрелковой роты 940-го стрелкового полка 262-й стрелковой дивизии, бригадир комплексной бригады плотников строительного участка № 1 треста «Спецпромстрой» Ярославского совнархоза.
Указом Президиума Верховного Совета СССР от 9 августа 1958 года присвоено звание Героя Социалистического Труда с вручением ордена Ленина и золотой медали «Серп и Молот».
Умер в Ярославле в 1990 году.